# Юнацький чемпіонат Південної Америки з футболу (U-17)
Юнацький чемпіонат Південної Америки з футболу (U-17) — (ісп. Campeonato Sudamericano de Fútbol Sub-17) — міжнародне футбольне змагання серед юнацьких національних футбольних збірних Південної Америки. Чемпіонат проводиться керуючим органом південноамериканського футболу КОНМЕБОЛ, і брати участь в ньому можуть юнаки не старші 17 років. Чемпіонат проводиться раз на 2 роки. У перших трьох турнірах (1985, 1986 та 1988) брали участь юнацькі збірні у віці до 16 років.

## Результати
| 1985 Докладніше | Аргентина | Аргентина | Груповий етап       | Бразилія  | Еквадор   | Груповий етап | Чилі      |
| 1986 Докладніше | Перу      | Болівія   | Груповий етап       | Бразилія  | Еквадор   | Груповий етап | Аргентина |
| 1988 Докладніше | Еквадор   | Бразилія  | Груповий етап       | Аргентина | Колумбія  | Груповий етап | Парагвай  |
| 1991 Докладніше | Парагвай  | Бразилія  | Груповий етап       | Уругвай   | Аргентина | Груповий етап | Чилі      |
| 1993 Докладніше | Колумбія  | Колумбія  | Груповий етап       | Чилі      | Аргентина | Груповий етап | Бразилія  |
| 1995 Докладніше | Перу      | Бразилія  | Груповий етап       | Аргентина | Уругвай   | Груповий етап | Чилі      |
| 1997 Докладніше | Парагвай  | Бразилія  | Груповий етап       | Аргентина | Чилі      | Груповий етап | Парагвай  |
| 1999 Докладніше | Уругвай   | Бразилія  | 5–0                 | Парагвай  | Уругвай   | 4–2           | Аргентина |
| 2001 Докладніше | Перу      | Бразилія  | Груповий етап       | Аргентина | Парагвай  | Груповий етап | Венесуела |
| 2003 Докладніше | Болівія   | Аргентина | Груповий етап       | Бразилія  | Колумбія  | Груповий етап | Уругвай   |
| 2005 Докладніше | Венесуела | Бразилія  | Груповий етап       | Уругвай   | Еквадор   | Груповий етап | Колумбія  |
| 2007 Докладніше | Еквадор   | Бразилія  | Груповий етап       | Колумбія  | Аргентина | Груповий етап | Перу      |
| 2009 Докладніше | Чилі      | Бразилія  | 2–2 д.ч. (6–5 пен.) | Аргентина | Уругвай   | Груповий етап | Колумбія  |
| 2011 Докладніше | Еквадор   | Бразилія  | Груповий етап       | Уругвай   | Аргентина | Груповий етап | Еквадор   |
| 2013 Докладніше | Аргентина | Аргентина | Груповий етап       | Венесуела | Бразилія  | Груповий етап | Уругвай   |
| 2015 Докладніше | Парагвай  | Бразилія  | Груповий етап       | Аргентина | Еквадор   | Груповий етап | Парагвай  |
| 2017 Докладніше | Бразилія  | Бразилія  | Груповий етап       | Чилі      | Парагвай  | Груповий етап | Колумбія  |
| 2019 Докладніше | Перу      | Аргентина | Груповий етап       | Чилі      | Парагвай  | Груповий етап | Еквадор   |

## Досягнення збірних
| Збірна    | Чемпіон                                                                     | 2 місце                                | 3 місце                    | 4 місце              |
| --------- | --------------------------------------------------------------------------- | -------------------------------------- | -------------------------- | -------------------- |
| Бразилія  | 12 (1988, 1991, 1995, 1997, 1999, 2001, 2005, 2007, 2009, 2011, 2015, 2017) | 3 (1985, 1986, 2003)                   | 1 (2013)                   | 1 (1993)             |
| Аргентина | 4 (1985, 2003, 2013, 2019)                                                  | 6 (1988, 1995, 1997, 2001, 2009, 2015) | 4 (1991, 1993, 2007, 2011) | 2 (1986, 1999)       |
| Колумбія  | 1 (1993)                                                                    | 1 (2007)                               | 2 (1988, 2003)             | 3 (2005, 2009, 2017) |
| Болівія   | 1 (1986)                                                                    | —                                      | —                          | —                    |
| Уругвай   | —                                                                           | 3 (1991, 2005, 2011)                   | 3 (1995, 1999, 2009)       | 2 (2003, 2013)       |
| Чилі      | —                                                                           | 3 (1993, 2017, 2019)                   | 1 (1997)                   | 3 (1985, 1991, 1995) |
| Парагвай  | —                                                                           | 1 (1999)                               | 3 (2001, 2017, 2019)       | 3 (1988, 1997, 2015) |
| Венесуела | —                                                                           | 1 (2013)                               | —                          | 1 (2001)             |
| Еквадор   | —                                                                           | —                                      | 4 (1985, 1986, 2005, 2015) | 2 (2011, 2019)       |
| Перу      | —                                                                           | —                                      | —                          | 1 (2007)             |

## Статистика виступів
| М  | Команда   | І   | В  | Н  | П  | ГЗ  | ГП  | РМ   | О   |
| -- | --------- | --- | -- | -- | -- | --- | --- | ---- | --- |
| 1  | Бразилія  | 131 | 88 | 29 | 14 | 318 | 122 | +196 | 293 |
| 2  | Аргентина | 127 | 68 | 31 | 28 | 235 | 126 | +109 | 232 |
| 3  | Уругвай   | 113 | 53 | 25 | 36 | 206 | 134 | +72  | 184 |
| 4  | Колумбія  | 111 | 42 | 31 | 38 | 153 | 137 | +16  | 157 |
| 5  | Парагвай  | 104 | 39 | 27 | 39 | 163 | 168 | -5   | 143 |
| 6  | Еквадор   | 106 | 34 | 25 | 47 | 144 | 169 | -25  | 127 |
| 7  | Чилі      | 98  | 30 | 25 | 43 | 140 | 159 | -19  | 115 |
| 8  | Перу      | 90  | 20 | 19 | 56 | 100 | 168 | -68  | 79  |
| 9  | Венесуела | 93  | 15 | 23 | 55 | 85  | 215 | -130 | 68  |
| 10 | Болівія   | 82  | 16 | 12 | 54 | 82  | 228 | -146 | 60  |